# 樽岸駅
樽岸駅（たるきしえき）は、かつて北海道寿都郡寿都町に存在した寿都鉄道の駅（廃駅）である。

## 概要
- 1920年（大正9年）10月24日 - 開業。
- 1968年（昭和43年）8月14日 - 休止となる[1]。
- 1972年（昭和47年）5月11日 - 寿都鉄道廃線に伴い廃止。

## 駅周辺
駅跡地の付近には、当駅の駅舎が農作業小屋として最近まで保存されている。
- ニセコバス樽岸停留所
- 国道229号
- 樽岸簡易郵便局
- 寿都湾
- 朱太川

## 隣の駅
寿都鉄道
寿都鉄道線
湯別駅 - 樽岸駅  - 寿都駅